# Wanja Mues
Wanja Mues es un actor alemán.

## Biografía
Wanja es hijo del actor alemán Joachim Dietmar Mues y de Sibylle Mues, sus hermanos son los actores Woody Mues y Jona Mues. Sus padres murieron junto con otras dos personas en un accidente de tráfico en Hamburgo en el 2011 luego de que un conductor se pasara una luz roja y los atropellara.
Wanja completó el programa MFA en el "The New School for Drama" (anteriormente "Actors Studio Drama School").

## Carrera
En 1991 se unió al elenco principal de la serie Unsere Hagenbecks donde interpretó a Tobias Mack hasta el final de la serie en 1994.
En el 2001 apareció por primera vez como invitado en la serie Tatort donde interpretó a Paul Hahn durante el episodio "Trübe Wasser", al año siguiente interpretó a Frank Fischer en "Totentanz", más tarde en el 2005 interpretó a Oliver Hufland en el episodio "Schneetreiben", apareció nuevamente en la serie en el 2007 ahora interpretando al doctor Woltermann durante el episodio "Der Tote vom Straßenrand" y finalmente su última aparición fue en el 2012 como Matthias Jahn en el episodio "Fette Hunde".
En el 2002 apareció en la famosa película estadounidense The Pianist donde dio vida a un oficial alemán que golpea al padre de Władysław Szpilman (Adrien Brody).
Ese mismo año se unió al elenco recurrente de la serie Absolut das Leben donde interpretó a Malte Reetkoven, un adolescente que pierde a sus padres en un accidente y pronto se hace cargo de sus dos hermanos menores, hasta el final de la serie en el 2006.
En el 2003 se unió al elenco de la serie Der Fürst und das Mädchen donde dio vida a Benjamin von Thorwald hasta el final de la serie en el 2007.
En el 2004 obtuvo un pequeño papel en la famosa película norteamericana The Bourne Supremacy donde interpretó al recepcionista del hotel en donde Bourne se queda.
En el 2008 se unió al elenco principal de la segunda temporada de la serie alemana GSG 9 - Die Elite Einheit donde interpretó al oficial Frederick "Freddy" Sedlack, el segundo líder de la unidad de élite alemana conocida como "GSG 9" hasta el final de la serie ese mismo año.
En el 2010 se unió al elenco recurrente de la serie alemana Stolberg donde dio vida al superintendente de la policía Nico Schreiber hasta el final de la serie en el 2013.
En el 2011 participó en el documental Khodorkovsky en donde fue el lector de las cartas de Khodorkovsky.
Ese mismo año interpretó a Holger Kalkreuth en un episodio de la serie policíaca Colonia Brigada Criminal, anteriormente había aparecido por primera vez en la serie en el 2008 donde interpretó a Peter Fuchs durante el episodio "Der letzte Auftrag".
En el 2014 apareció en varios episodios de la serie Ein Fall für zwei donde interpretó a Leo Oswald, anteriormente había aparecido por primera vez en el 2008 donde dio vida a Nico Reichert durante el episodio "Falsche Fährte".

## Filmografía

### Series de televisión
| Año              | Título                                                             | Personaje                  | Notas                                 |
| ---------------- | ------------------------------------------------------------------ | -------------------------- | ------------------------------------- |
| 2020             | Spy City                                                           | Manfred Ziegler            | Episodio "Operation Beethoven"        |
| 2014             | Ein Fall für Zwei: Reloaded                                        | -                          | 4 episodios                           |
| 2014             | Ein Fall für zwei                                                  | Leo Oswald                 | 4 episodios                           |
| 2009 - 2014      | Stubbe - Von Fall zu Fall                                          | Helge Kleinert             | 14 episodios                          |
| 2010 - 2013      | Stolberg                                                           | Det. Nico Schreiber        | 20 episodios                          |
| 2012             | Tatort                                                             | Matthias Jahn              | episodio "Fette Hunde"                |
| 2011             | Der letzte Bulle                                                   | Thomas von Ahrensburg      | episodio "Liebe in Not"               |
| 2010             | SOKO Leipzig                                                       | Edgar Neupert              | episodio "Luftnummer"                 |
| 2010             | Doctor en los Alpes                                                | Bernd Ruff                 | episodio "Zerbrochene Hoffnung"       |
| 2010             | Colonia Brigada Criminal                                           | Holger Kalkreuth           | episodio "Der Feind an meiner Seite"  |
| 2010             | Küstenwache                                                        | Pastor Renner              | episodio "Wunden der Vergangenheit"   |
| 2009             | Polizeiruf 110                                                     | Matthias Kurtz             | episodio "Endspiel"                   |
| 2009             | Wilsberg                                                           | Doctor Haus                | episodio "Doktorspiele"               |
| 2008             | GSG 9 - Die Elite Einheit                                          | Frederick "Freddy" Sedlack | 10 episodios                          |
| 2008             | Im Namen des Gesetzes                                              | Jan Block                  | episodio "Dunkle Ahnung"              |
| 2003, 2005, 2007 | Der Fürst und das Mädchen                                          | Benjamin von Thorwald      | 28 episodios                          |
| 2006             | SOKO Wismar                                                        | Torsten Tillack            | episodio "Tödliche Ladung"            |
| 2002, 2006       | Absolut das Leben                                                  | Malte Reetkoven            | 21 episodios                          |
| 2005             | Mit Herz und Handschellen                                          | Max Heine                  | episodio "Auge um Auge"               |
| 2005             | Der Staatsanwalt                                                   | Jan Winkler                | episodio "Henkersmahlzeit"            |
| 2004             | Rosamunde Pilcher                                                  | Simon                      | episodio "Dem Himmel so nah"          |
| 2004             | Alarm für Cobra 11 - Die Autobahnpolizei                           | Mike Jäger                 | episodio "Falsche Freundschaft"       |
| 2003             | Hallo Robbie!                                                      | Arno Möller                | episodio "Rettung unter Wasser"       |
| 2001             | Die Manns - Ein Jahrhundertroman                                   | Fritz                      | episodio "Teil 1" - miniserie         |
| 2000             | Lexx                                                               | Pearl                      | episodio "Girltown"                   |
| 1999             | Jets - Leben am Limit                                              | -                          | episodio "Gefährliche Freundschaft"   |
| 1998             | Heimatgeschichten                                                  | Tobias Georg               | episodio "Herr Petermann"             |
| 1998             | Freundschaft mit Herz                                              | Karsten Smith              | 8 episodios                           |
| 1998             | Mordkommission                                                     | Jens Neuser                | episodio "Ein Akt der Barmherzigkeit" |
| 1998             | Vater wider Willen                                                 | Paul                       | 2 episodios                           |
| 1997             | Große Freiheit                                                     | Hilmar Jochensen           | episodio "Pünktlich zum Mord"         |
| 1996             | Wolffs Revier                                                      | Jochen Adler               | episodio "Ein wasserdichtes Alibi"    |
| 1994             | Doppelter Einsatz                                                  | Oliver Brandt              | episodio "Blutiger Schnee"            |
| 1991 - 1994      | Unsere Hagenbecks                                                  | Tobias Mack                | 35 episodios                          |
| 1987             | Jokehnen oder Wie lange fährt man von Ostpreußen nach Deutschland? | -                          | miniserie                             |

### Películas
| Año  | Título                                      | Personaje           | Notas                                                                                                 |
| ---- | ------------------------------------------- | ------------------- | --- |
| 2013 | Stralsund - Freier Fall                     | Max Morolf          | junto a Katharina Wackernagel, Gerald Alexander Held, Michael Rotschopf y Wotan Wilke Möhring         |
| 2013 | König von Deutschland                       | Stefan Schmidt      | junto a Olli Dittrich, Veronica Ferres, Katrin Bauerfeind y Wolfram Koch                              |
| 2013 | Mord in den Dünen                           | Enno Fendrich       | junto a Anna Loos, Karl Markovics y Michelle Barthel                                                  |
| 2012 | Die Lebenden                                | Gunther             | junto a Anna Fischer, Hanns Schuschnig, August Zirner, Itay Tiran y Daniela Sea                       |
| 2012 | Die vierte Macht                            | Valeri Vasilvey     | junto a Moritz Bleibtreu, Kasia Smutniak, Max Riemelt, Rade Serbedzija, Mark Ivanir y Dragos Bucur    |
| 2010 | Kommissar LaBréa-Mord in der Rue St. Lazare | Mathieu Salmi       | junto a Francis Fulton-Smith, Anja Knauer, Bruno Bruni Jr., y Simon Verhoeven                         |
| 2009 | Résiste-Aufstand der Praktikanten           | Gánster             | junto a Katharina Wackernagel, Hannes Wegener, Christof Wackernagel y Sabine Wackernagel              |
| 2009 | 21:37                                       | Mathis              | junto a Ludwig Blochberger, Lutz Blochberger, Joerg Hertrich y Jana Klinge                            |
| 2009 | 12 Meter ohne Kopf                          | Erzähler            | junto a Ronald Zehrfeld, Matthias Schweighöfer, Oliver Bröcker, Hinnerk Schönemann y Jana Pallaske    |
| 2009 | Der Tiger oder Was Frauen lieben!           | Mark                | junto a Herbert Knaup, Ben Becker, Susanne Lothar y Stefanie Stappenbeck                              |
| 2008 | Alter vor Schönheit                         | Jan Krieger         | junto a Fritz Wepper, Rita Russek y Hannes Wegener                                                    |
| 2008 | Griechische Küsse                           | Tim                 | junto a Alissa Jung, Manuel Cortez y Michael Degen                                                    |
| 2008 | Am Anfang war das Licht                     | Adam                | corto - junto a Alina Manoukian y Sebastian Schwarz                                                   |
| 2007 | Sunny                                       | -                   | junto a Fabian Busch, Sandrine Guiraud y Kathrin Kühnel                                               |
| 2007 | Ein unverbesserlicher Dickkopf              | Paul Berger         | junto a Fritz Wepper, Jasmin Schwiers, Angela Roy y Nina Bott                                         |
| 2007 | Hilfe, die Familie kommt!                   | Clemens Bredemeyer  | junto a Gaby Dohm, Maximilian von Pufendorf, Deborah Kaufmann y Anja Knauer                           |
| 2007 | Ich heirate meine Frau                      | Sebastian Vater     | junto a Gila von Weitershausen, Elmar Wepper, Nadja Tiller y Peter Sattmann                           |
| 2007 | Yella                                       | Sprenger            | junto a Nina Hoss, Devid Striesow, Hinnerk Schönemann, Burghart Klaußner y Christian Redl             |
| 2006 | Bettis Bescherung                           | Joachim             | junto a Nadeshda Brennicke, Heinz Baumann, Stephan Ullrich, Wotan Wilke Möhring y Daniela Ziegler     |
| 2006 | High Maintenance                            | Paul                | corto - junto a Nicolette Krebitz, Judith Rohde, Anna Schenk-Rollmann y Lisa Zlotnick                 |
| 2004 | The Bourne Supremacy                        | Recepcionista       | junto a Matt Damon, Franka Potente, Brian Cox, Julia Stiles, Karl Urban, Gabriel Mann y Marton Csokas |
| 2004 | Vakuum                                      | Sandro              | junto a Fabian Busch, Denise Zich, Michael Pan y Jana Thies                                           |
| 2004 | Examen                                      | Justin              | corto - junto a Jona Mues y Mareike Fell                                                              |
| 2004 | Der Traum vom Süden                         | Sebastian Vater     | junto a Elmar Wepper, Monika Peitsch, Dietrich Hollinderbäumer y Katharina Schubert                   |
| 2004 | Aller Tage Abend                            | Visitante           | corto - junto a Joachim Dietmar Mues                                                                  |
| 2003 | Blueprint                                   | Janeck Hausmann     | junto a Franka Potente, Ulrich Thomsen, Hilmir Snær Guðnason y Katja Studt                            |
| 2003 | Ein Banker zum Verlieben                    | Gregor Bergmann     | junto a Fritz Karl, Julia Brendler, Sandra Leonhard, Jeannette Arndt y Tina Bordihn                   |
| 2003 | Mädchen Nr. 1                               | Dirk Kettler        | junto a Max von Thun, Julia Dietze, Oliver Wnuk, Katharina Wackernagel y Antoine Monot Jr.            |
| 2002 | Mein Letzter Film                           | Fotógrafo           | junto a Hannelore Elsner                                                                              |
| 2002 | Kollaps                                     | Hannes Straub       | junto a Joachim Dietmar Mues, Sebastian Koch, Dorka Gryllus, Ulrike Grote y Karl Fischer              |
| 2002 | The Pianist                                 | Oficial de la SS    | junto a Adrien Brody, Emilia Fox, Michal Zebrowski, Ed Stoppard, Maureen Lipman y Frank Finlay        |
| 2002 | Edgar Wallace - Das Schloss des Grauens     | Charles             | junto a Gunter Berger, Rebecca Immanuel, Eddi Arent, Rosalind Baffoe y Peer Jäger                     |
| 2001 | Eine öffentliche Affäre                     | -                   | junto a Daniel Brühl, Christian Quadflieg, Ulrike Kriener, Bernadette Heerwagen y Ulrike Grote        |
| 2000 | Der Runner                                  | Philippe            | junto a Tim Bergmann, Doreen Jacobi, Sonja Kirchberger, Manfred Lehmann y Marie Zielcke               |
| 2000 | Solange es Männer gibt                      | Jörg                | junto a Ralph Herforth, Jens Knospe, Deborah Kaufmann, Tamara Rohloff y Andrea Bürgin                 |
| 1999 | Gloomy Sunday - Ein Lied von Liebe und Tod  | Herr Mendel         | junto a Erika Marozsán, Joachim Król, Ben Becker, Stefano Dionisi y András Bálint                     |
| 1998 | Dear World                                  | Jonny               | junto a Roberto Antonelli, Rossana Mortara, Yves Progin, Teresa Ricci y Ari Takahashi                 |
| 1997 | Das Phantom von Bonn                        | Hasso von Etzdorf   | junto a Charles Brauer, Hermann Lause, Jürgen Schmidt y Loni von Friedl                               |
| 1996 | 2 1/2 Minuten                               | -                   | junto a Julia Brendler, Cem Sultan, Bibiana Beglau, Thomas Arnold y Uwe Büschken                      |
| 1992 | Das Sommeralbum                             | Zacharias von Stern | junto a Eva Mattes, Hanna Mattes, Jan Hinrichsen y Michael Lampert                                    |
| 1986 | Storm, der Schimmelreiter                   | -                   | junto a Erland Josephson, Joachim Dietmar Mues, Till Topf, Renate Bleibtreu y Saskia Tyroller         |

### Director
| Año  | Título                                     | Notas                          |
| ---- | ------------------------------------------ | ------------------------------ |
| 2004 | Aller Tage Abend                           | corto - director               |
| 1999 | Gloomy Sunday - Ein Lied von Liebe und Tod | asistente del segundo director |

### Teatro
| Año  | Obra            | Personaje | Director     | Teatro              | Notas                                                                      |
| ---- | --------------- | --------- | ------------ | ------------------- | -------------------------------------------------------------------------- |
| 2007 | Männergespräche | Escritor  | Ulrich Walle | Renaissance Theater | junto a Alexander Schröder, Ronald Zehrfeld, Barbara Kowa y Regina Stötzel |

## Premios y nominaciones
| Año  | Categoría                                    | Premio             | Película      | Resultado |
| ---- | -------------------------------------------- | ------------------ | ------------- | --------- |
| 1998 | Fiction/Entertainment (junto a Rolf Schübel) | Adolf Grimme Award | 2 1/2 Minuten | Nominados |